# Standard Oil
Standard Oil (Standard Oil Company and Trust) (рус. «Стандарт ойл») — американская нефтяная корпорация, осуществлявшая добычу, транспортировку, переработку нефти и маркетинг нефтепродуктов.
Была основана в 1870 году c начальным капиталом в 1 млн долларов на базе компании «Рокфеллер, Андрюс и Флаглер». Компания сформировалась путём присоединения разрозненных нефтедобывающих компаний США. Контроль над железнодорожными перевозками нефтепродуктов позволил Джону Рокфеллеру стать практически монополистом в добыче нефти в Северной Америке, а благодаря удобному расположению месторождений и их концентрации — мировым монополистом. Впоследствии компания попала под действие антимонопольного закона и была разделена на ряд более мелких компаний.

## История
После Гражданской войны экономика США вошла в период экономического бума.
Бурно развивалась нефтяная промышленность, и, в частности, Standard Oil. Компания активно поглощала мелкие и средние предприятия. К 1880 году компания перерабатывала 95 % нефти, добываемой в США. В 1882 году создатель Standard Oil Джон Рокфеллер организовал Standard Oil Trust — группу из 40 компаний индустрии (трест), что давало ему возможность контролировать всю отрасль переработки нефти. В 1894 году Рокфеллер стал первым американским миллиардером.
В то время большинство корпораций не могли владеть собственностью за пределами штата регистрации. Это создавало определённую проблему, которую Рокфеллер пытался решить. Standard Oil в начале своей деятельности была похожа на группу мелких компаний. Рокфеллер имел представление о том, как должна выглядеть новая структура для потенциальных инвесторов, и поэтому он написал Устав Standard Oil, в соответствии с которым служащие компании не должны были получать какое-либо жалование, а только акции. Он полагал, что владение акциями будет мотивировать служащих работать эффективно, чтобы повысить капитализацию компании. Рокфеллер с Андрюсом и Флаглером реализовывали план экономии и повышения эффективности производства. Например, вместо того, чтобы покупать бочки по цене 2,50 доллара, они начали производить собственные по цене в 1 доллар.
Рокфеллер, используя конкуренцию между транспортными компаниями, до официального открытия компании Standard Oil, добился средней стоимости транспортных услуг в 1.65 долларов за баррель нефти, когда, в среднем стоимость составляла 2.40 доллара. Эта разница стала сильным конкурентным преимуществом Standard Oil.

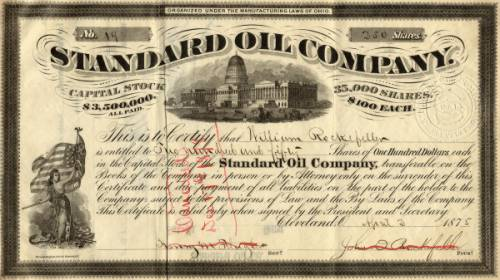
Купон Standard Oil (1887 год).

В действительности существовал факт тайного долговременного соглашения между нефтяным гигантом и местной железной дорогой, в соответствии с которым Standard Oil получала значительные скидки на грузоперевозки. Идея Джона Рокфеллера о том, что выгодней заниматься переработкой и транспортировкой нефти, чем её добычей, оказалась верной. Он построил свою стратегию, используя железные дороги, предназначенные для транспортировки нефти из месторождений в штате Кливленд и делавшие мелких производителей зависимыми от перевозчиков. Используя систему скидок, он извлекал максимальную прибыль и без колебаний использовал бывших конкурентов, которых он перекупал, в качестве шпионов среди тех, кто ещё создавал конкуренцию. Это позволило ему основать в 1870 году акционерное общество Standard Oil Company с капиталом в 1 миллион долларов, в котором его доля составляла 27 %. В скором времени между картелем производителей и картелем перевозчиков развязалась битва во главе со Standard Oil.
В то время сырая нефть перевозилась на вагонах-платформах в открытых деревянных бочках, из-за чего испарялась наиболее ценная часть груза. По прибытии оставался лишь густой осадок, который терял свою главную ценность. Джон Рокфеллер втайне являясь владельцем железнодорожной транспортной компании Union Tank Car и обладая патентом на металлические и герметичные вагоны-резервуары, используемые по сей день, сдавал их в аренду своим конкурентам, чтобы те могли перевозить свою продукцию на нефтеперерабатывающие заводы. Когда новые производители развивали свою инфраструктуру для увеличения количества производимой продукции, Union Tank Car (англ. Union Tank Car Company) в одностороннем порядке разрывала договоры об аренде вагонов для транспортировки нефти, из-за чего производители, вложившие немалые деньги в модернизацию производства для стандартизации перевозок, несли колоссальные убытки и, в конечном итоге, разорялись. После этого компания Рокфеллера Standard Oil покупала обанкротившиеся компании по ничтожной цене, как правило, получая заодно прилегающие железные дороги. Он пользовался этой уловкой на протяжении многих лет, не вызывая никакой ответной реакции, так как никто не знал о том, что он был собственником Union Tank Car.
С 1901 по 1904 год журналисткой Идой Тарбелл была опубликована серия из шестнадцати статей на эту тему. Они стали сенсационным обвинением для всей нефтяной отрасли.

## Разделение компании
Судебное разбирательство, в котором Standard Oil обвинялась, в частности, в нарушении антимонопольного законодательства, приковало к себе внимание американской общественности и стало судебным прецедентом. Рокфеллер был вынужден распустить трест. Конгресс США, во многом под нажимом общественного мнения, принял решение о создании Министерства Торговли и Бюро по Делам Корпораций, в чьи обязанности входил надзор за выполнением антимонопольного законодательства.
В ноябре 1906 г. в федеральном окружном суде Сент-Луиса началось рассмотрение иска администрации Рузвельта против Standard Oil в соответствие с антитрестовским законом Шермана 1890 г. Администрация президента США обвинила компанию в заговоре с целью ограничения свободы торговли. На протяжении более двух лет показания по этому делу дали 444 свидетеля, был представлен 1371 документ, полный протокол занял 14 495 страниц, составивших 21 том. В 1909 г. федеральный суд вынес решение в пользу правительства США и предписал распустить Standard Oil. В 1911 г. компания объявила о планах роспуска. Standard Oil разделилась на несколько самостоятельных фирм. Самой крупной из них оставалась бывшая холдинговая компания Standard Oil of New Jersey, к которой отходила почти половина общей суммы активов. Впоследствии она была преобразована в Exxon. Следующей по величине с 9 % чистых активов была Standard Oil of New York, которая затем была преобразована в Mobil. Были созданы следующие компании:
- Standard Oil (California), которая впоследствии стала Chevron;
- Standard Oil of Ohio, которая вначале называлась Sohio, а затем стала американским отделением British Petroleum;
- Standard Oil of Indiana, которая стала Amoco;
- Continental Oil, которая стала Conoco;
- Atlantic, ставшая частью ARCO, а затем частью Sun.[4]

Эти новые компании, оставаясь независимыми, с неаффилированными структурами руководства, тем не менее соблюдали разграничения рынков и сохраняли свои старые коммерческие связи. Помимо этого новые компании продолжили продавать товары под старыми фирменными названиями — Polarine, Perfection Oil, бензин Red Crown.

## В культуре
Упоминание о Standard Oil и членах семьи Рокфеллеров встречается во многих литературных произведениях и фильмах.